# Terme di Como romana
Le Terme di Como romana erano un complesso termale romano della città di Como, in uso dalla seconda metà del I secolo d.C. fino alla fine del III secolo d.C.
Si trovano in un'area compresa tra viale Lecco e via Dante, sopra cui è stato costruito un autosilo a servizio dell'adiacente Ospedale Valduce, e sono visitabili tramite un percorso di passerelle sopraelevate.

## Storia e descrizione

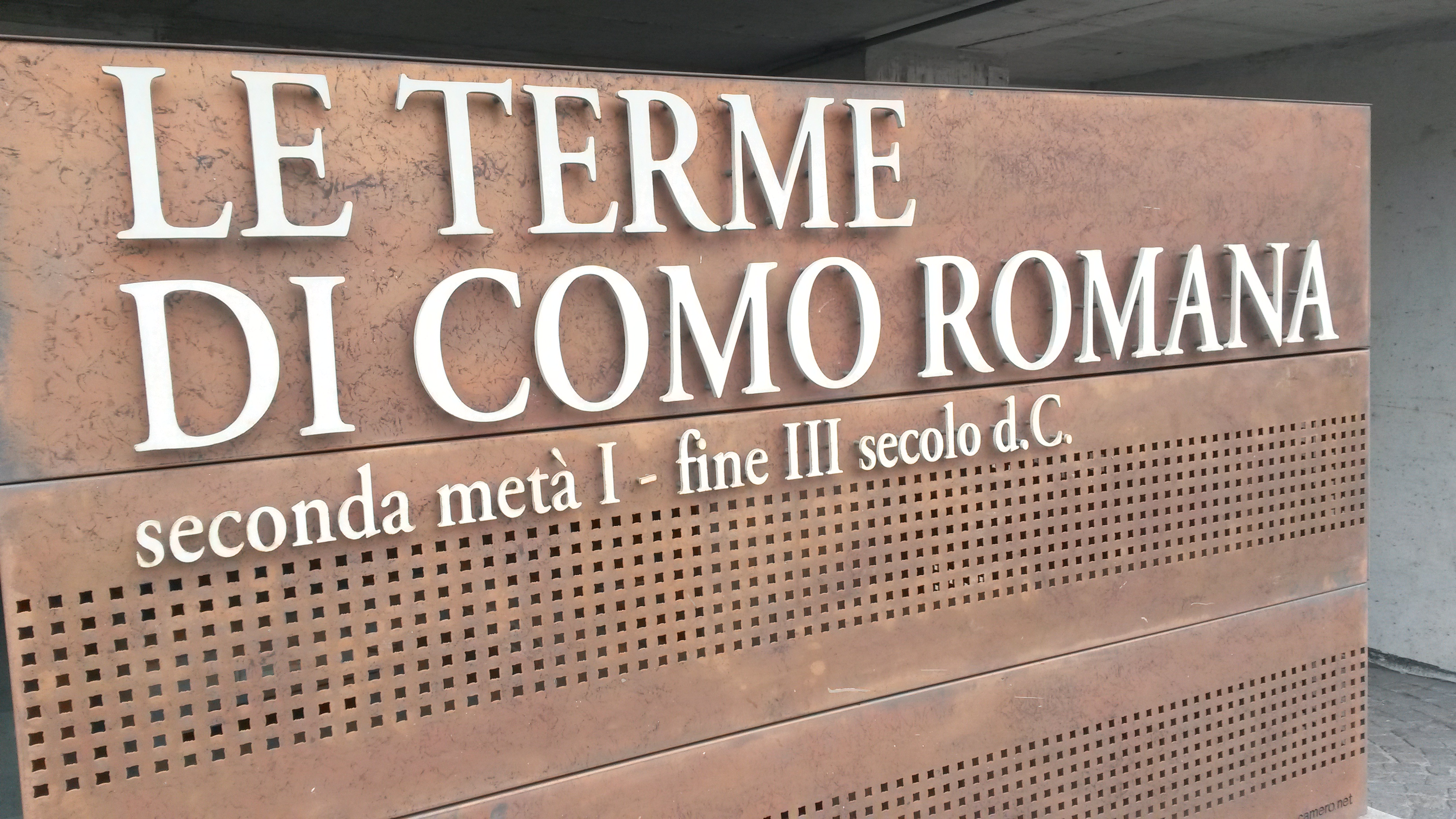
Ingresso dell'area archeologica

Le terme furono costruite nella seconda metà del I secolo d.C. grazie ad una donazione di Plinio il Giovane, politico comasco che coprì diverse cariche nell'Impero Romano tra cui quella di pretore e senatore, il quale volle regalare alla propria città d'origine un imponente impianto termale. Nel corso del II secolo d.C. il complesso ha subito delle modifiche che ne hanno ampliato la struttura con tre nuove sale e cambiato la funzione di alcuni ambienti.
Nell'area riportata alla luce da scavi iniziati a partire dagli anni '70 sono visibili le murature relative a otto diversi ambienti, di cui alcuni a pianta ottagonale ed altri a pianta rettangolare (probabili calidari e frigidari), che richiamano l'architettura mistilinea della Domus Aurea di Nerone.

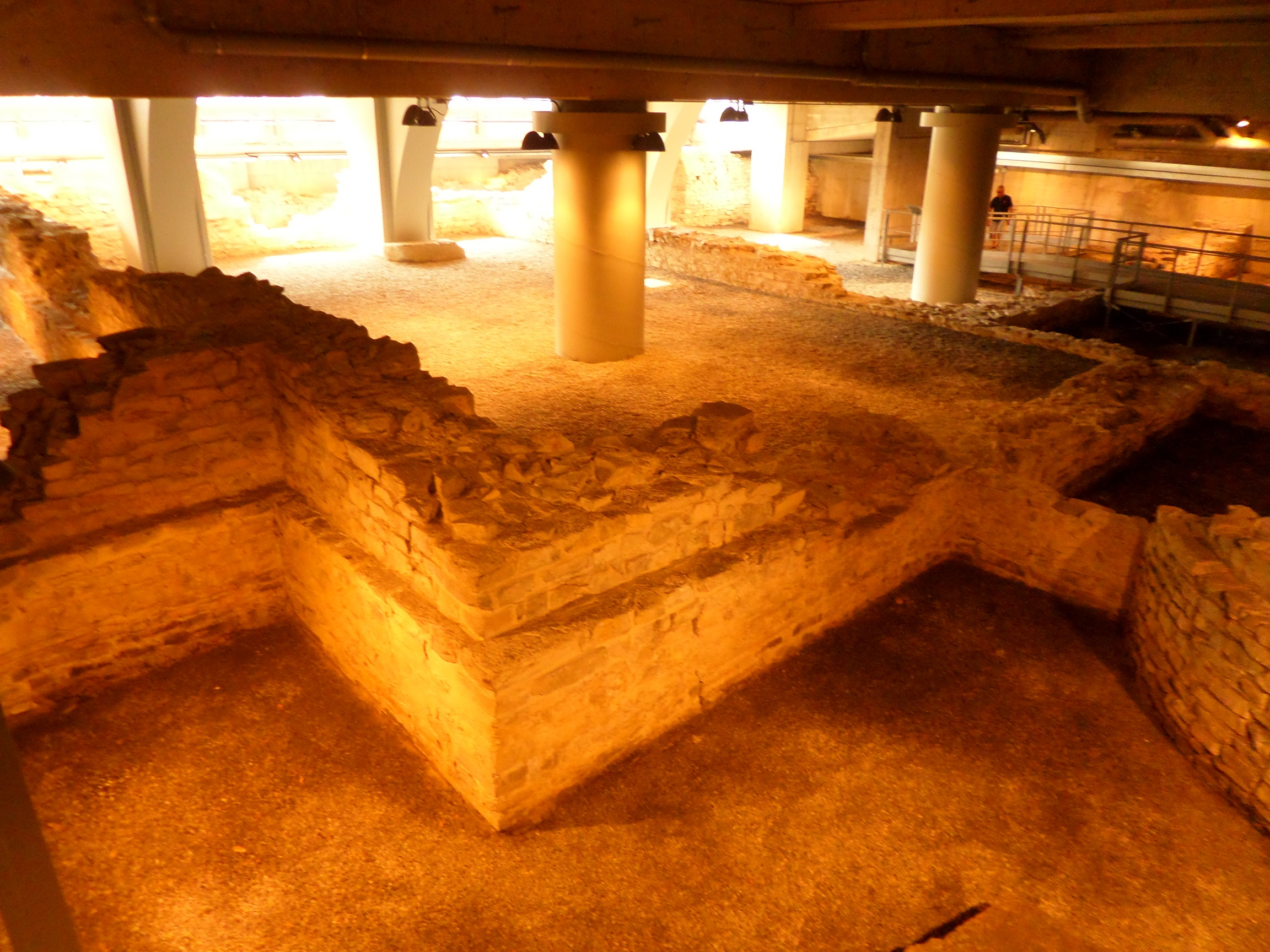

Considerando la grandezza degli ambienti rinvenuti durante le diverse campagne di scavi concluse nel 2008 e considerando lo schema fisso con cui venivano strutturate tutte le terme pubbliche dell'Impero Romano, sono state fatte diverse ipotesi sulla grandezza complessiva originaria dell'impianto comasco, e secondo degli studi pubblicati nel 2002 dall'allora docente di Diritto Romano dell’Università dell’Insubria Giorgio Luraschi, l'impianto termale di Como doveva essere il più grande di tutto l'Impero Romano al di fuori di Roma. Stando a tali ipotesi, l'estensione del complesso sarebbe infatti stata il quadruplo della superficie attuale.
A partire dalla fine del III secolo d.C. l'impianto venne abbandonato. Le pavimentazioni, decorazioni e infrastrutture presenti furono asportate (i frammenti di reperti ritrovati sono conservati ed esposti nel percorso visitabile), gran parte del materiale di costruzione riutilizzato per altri edifici, e per i successivi tre secoli una parte dell'area divenne una necropoli.

## Galleria d'immagini

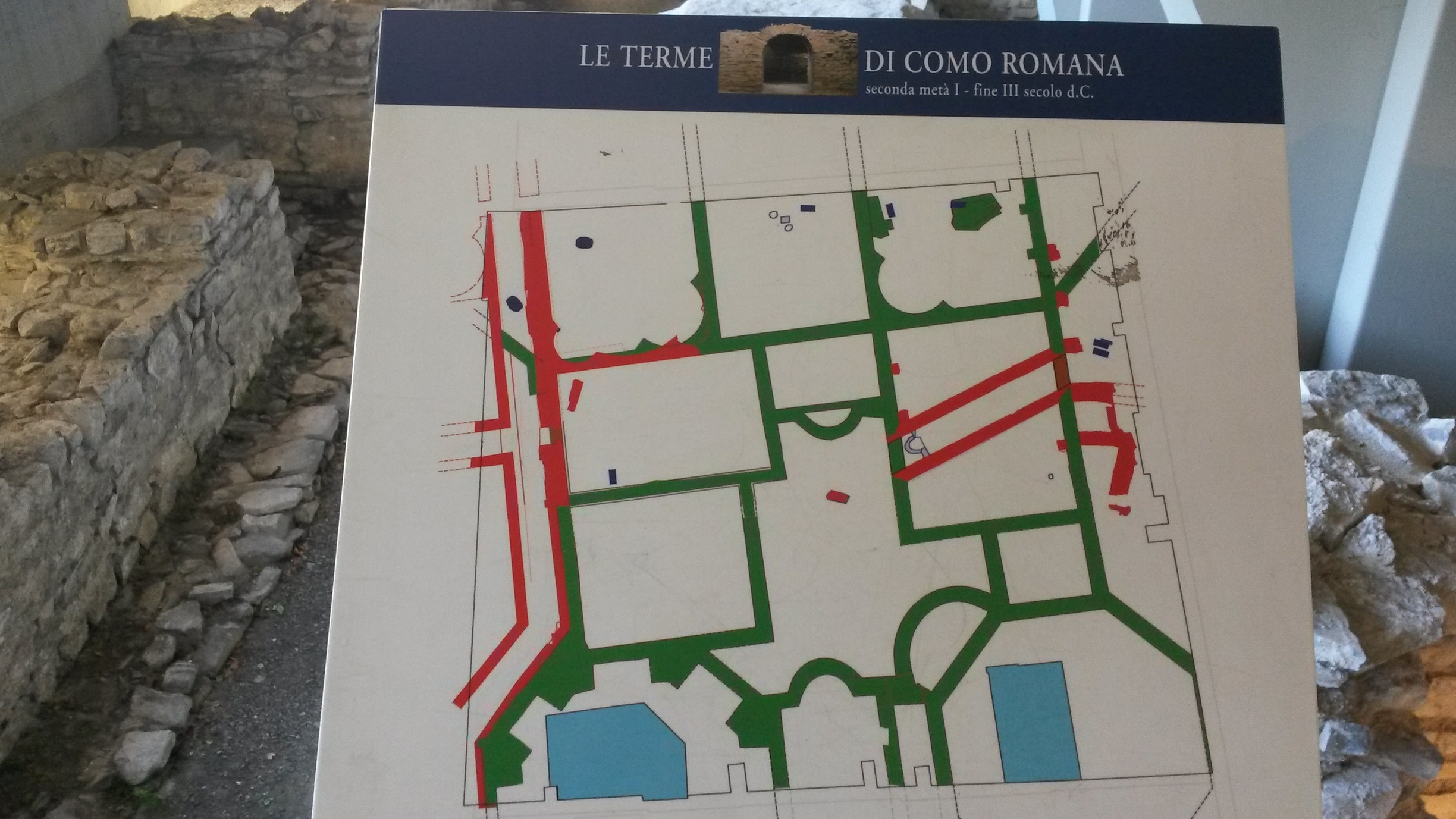
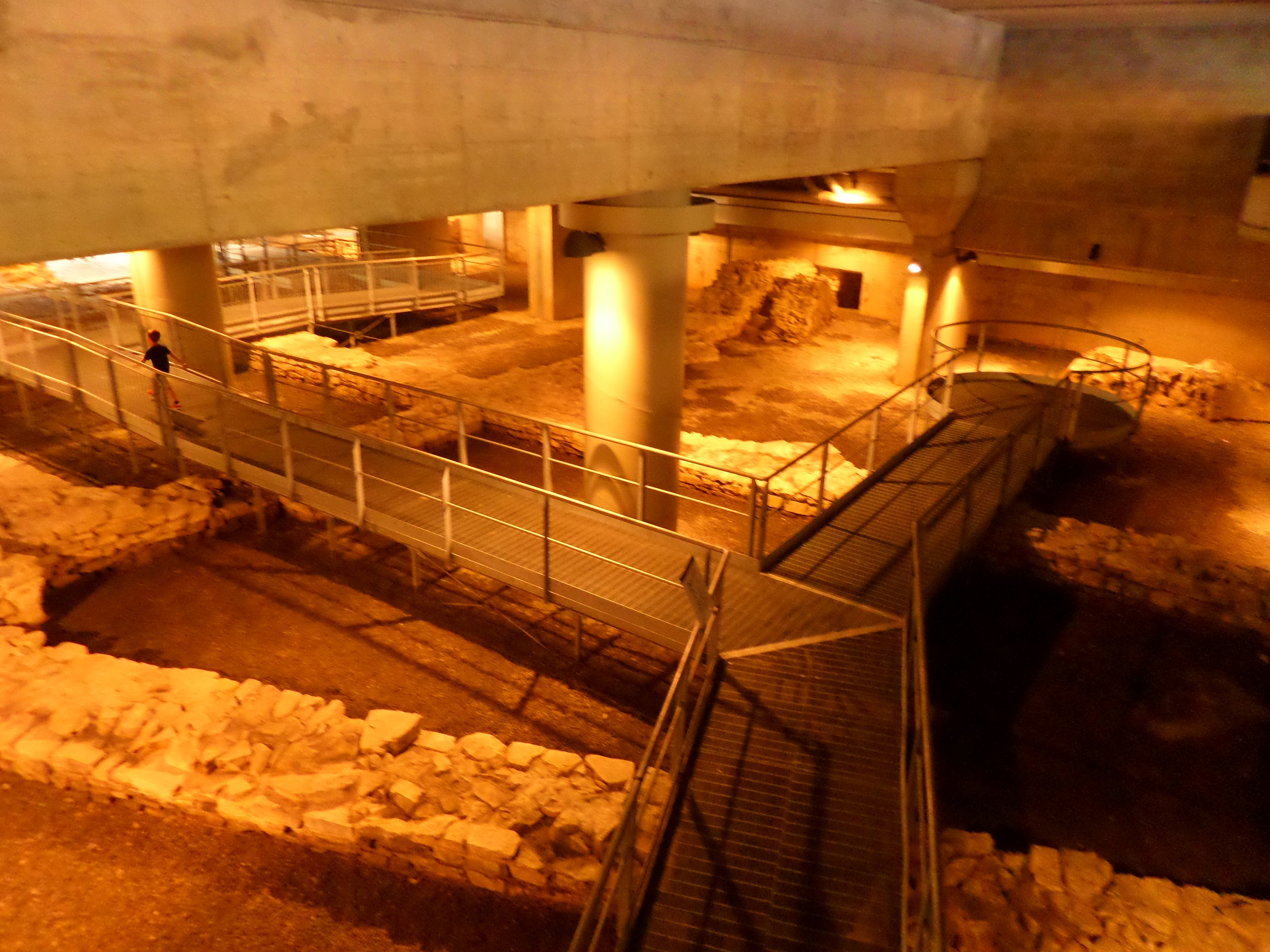
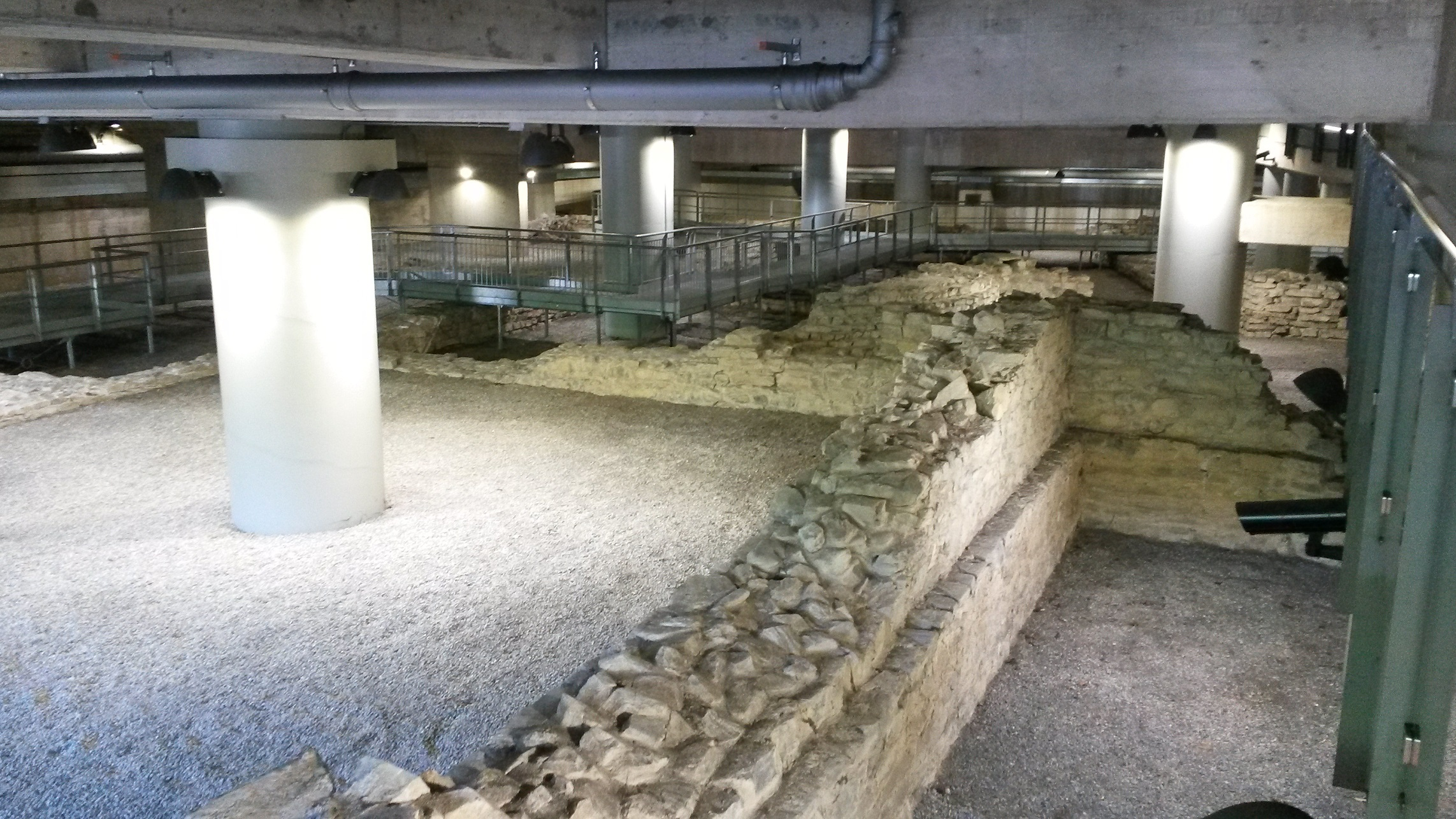
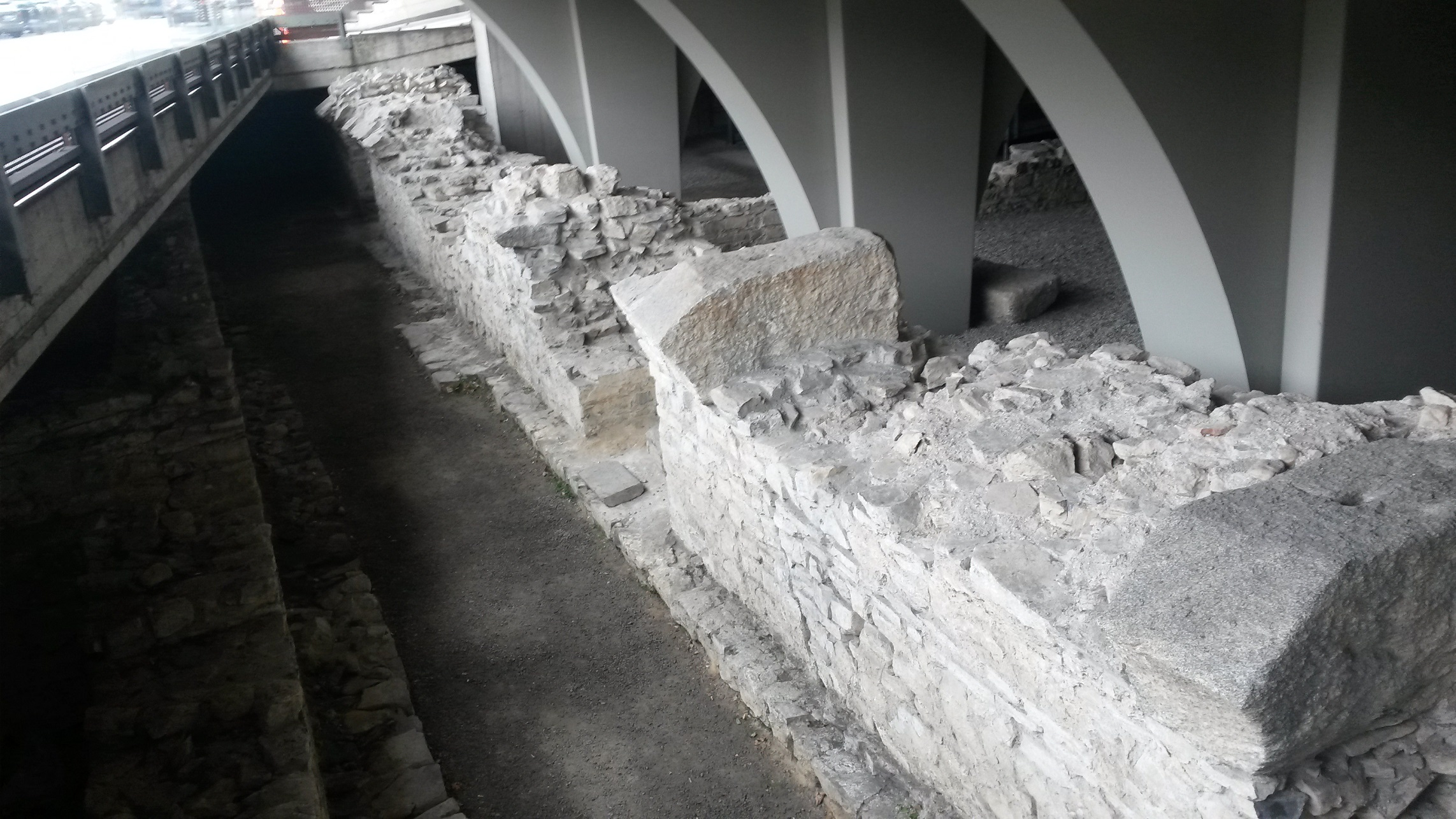
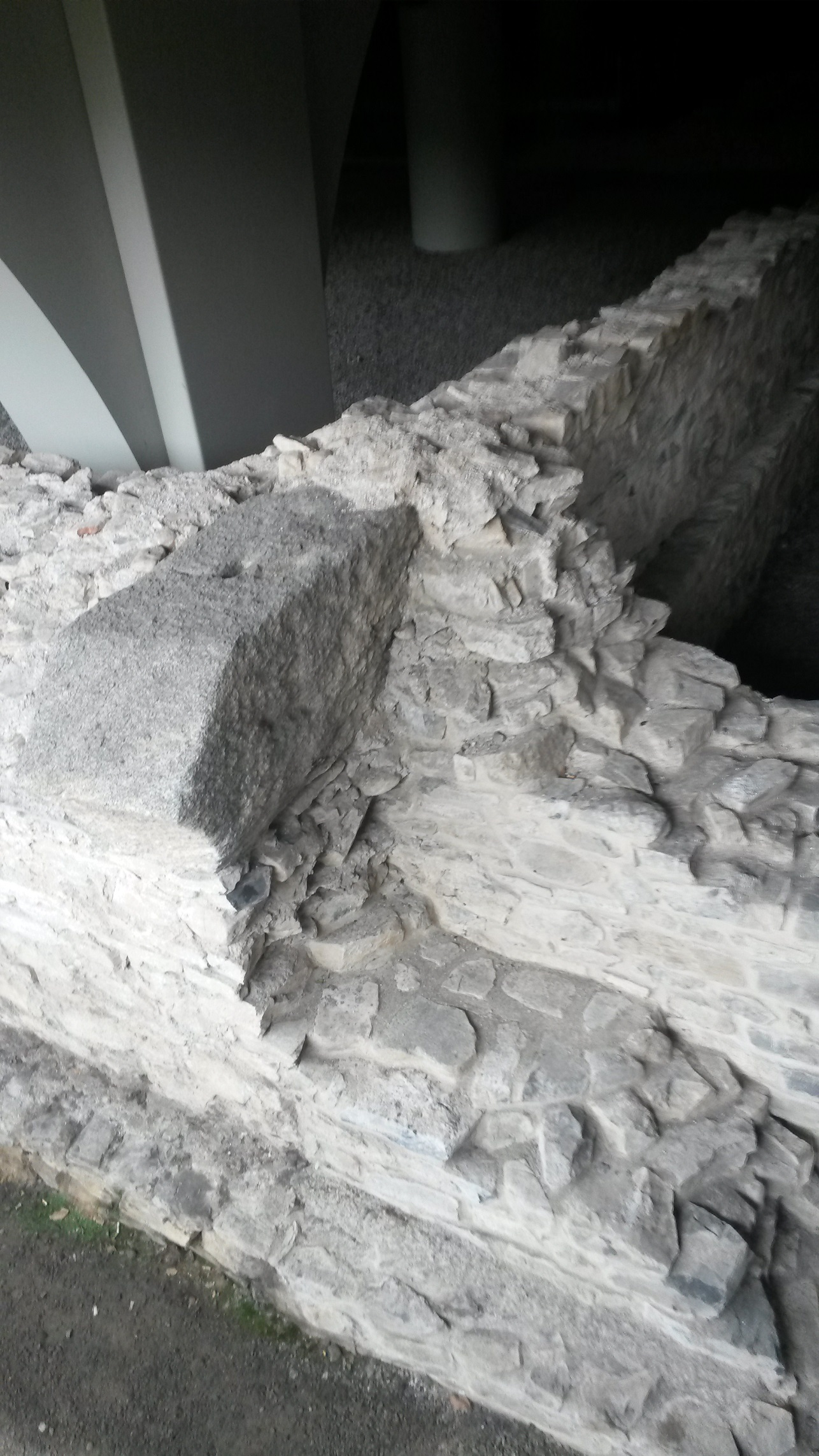